# 송시열암각시문
송시열암각시문은 대한민국 전라남도 완도군 금당면 가학리에 있는 암각문이다. 2005년 12월 23일 완도군의 향토문화유산 제13호로 지정되었다.